# Striden vid Pyhäjärvi is
Striden vid Pyhäjärvi is var en strid under finska kriget 1808–1809. Striden stod mellan svenska och ryska styrkor den 11 mars 1808 vid Pyhäjärvi, söder om Tammerfors.

## Bakgrund
Under återtåget från Tavastehus till Uleåborg vintern 1808 var svenska 2:a brigaden den 11 mars samlad vid Tammerfors när mindre ryska styrkor nådde området. Runt klockan 05:00 nåddes dessa av informationen att en svensk bataljon marscherade över den frusna sjön Pyhäjärvi. Befälhavaren, Ivan Feodorovitj Jankovitj, samlade snabbt 200 kosacker och anföll.

## Striden
Det svenska manskapet blev överrumplat av anfallet, då man inte patrullerat de söder om Tammerfors ingående vägarna. Svenska befälhavaren, Heribert Conrad Reuterskiöld, behöll dock sinnesnärvaron, och genom väl riktad eldgivning tvingades kosackerna dra sig tillbaka. Dessa skickade sedan fram en parlamentär som försökte övertala svenskarna att kapitulera. Denna hotade att fler ryska styrkor anlänt till området, vilka redan avskurit svenskarnas reträtt. Reuterskiöld nekade dock och förde därefter sin trupp och tross vidare. I en rapport om striden skrev Reuterskiöld: "Raport. På sjönn ifrån Hatanpää Blef jag attaquerad af 200 Cossacker — som hadde den inpertinence att vilja det jag skulle gifva mig. — Reutersköld.".